# Avontuur (schip, 1909)
De Avontuur is een schip van het varend erfgoed, een gemotoriseerde boeieraak die gebruikt wordt als wachtschip voor de kampen van de scouts van Maasgroep 18, een groep van Scouting Nederland in Rotterdam, Admiraliteit 06 Van de Maze. Het schip heeft een ligplaats op de Kralingse Plas en is daar het grootste schip. 
Jaarlijks worden er kampen mee gehouden met bestemmingen als Hellevoetsluis, Brielle, of de Brabantse Biesbosch. 's Zomers gaan de scouts er twee weken mee op pad naar de Hollandse Plassen, Grevelingen, Veerse Meer en soms naar Friesland. De welpen varen elk jaar een weekend naar de Rottemeren. 

## Het schip
Het schip werd in 1909 te water gelaten als zeilschip. De plaats van de mast en zijzwaarden zijn op het schip nog terug te vinden. In 1930 werd het schip verlengd en kreeg het een 1 cilinder Kromhout gloeikopmotor. 
Van de geschiedenis in de beroepsvaart is weinig bekend. Toen de Maasgroep het vond zou het gesloopt worden. De groep was op zoek naar een schip dat via het Noorderkanaal, de Bergsluis en het Kralingse Verlaat op de Kralingse Plas kon komen. De afmetingen van het verlaat waren daarvoor bepalend. Het schip werd gekocht in 1965.
Om het geschikt te maken als wachtschip werd het laadruim overkapt om er in te kunnen overnachten. De bedden hangen in het ruim aan kettingen. Door de jaren heen is er veel aan verbouwd. Zo is de stuurhut gerestaureerd en werd er in 1983 een nieuwe motor geplaatst. 
Om ermee te mogen varen en om mee te komen met het scheepvaartverkeer wordt het steeds aangepast aan de veranderende wetgeving. Het schip heeft een Certificaat van onderzoek (CvO) en werd het goedgekeurd door de wachtschepencommissie volgens het eigen eisenpakket voor wachtschepen van Scouting Nederland. 

## Liggers Scheepmetingsdienst[2]
| Meetnummer | District en volgnr. | Meetdatum         | Meetplaats           | Lengte [m] | Breedte [m] | Inzinking [m] | Waterverplaatsing [ton] | Naam     | Eigenaar                | Domicilie  |
| ---------- | ------------------- | ----------------- | -------------------- | ---------- | ----------- | ------------- | ----------------------- | -------- | ----------------------- | ---------- |
| Ga674N     | Gouda               | 20 maart 1909     | Ouderkerk a/d IJssel | 17,40      | 3,88        | –             | 45,539                  | AVONTUUR | C. van Vliet            | Nieuwpoort |
| D4494N     | Dordrecht           | 11 juli 1930      | Giessendam           | 23,27      | 3,89        | –             | 62,604                  | AVONTUUR | A. van Vliet            | Nieuwpoort |
| RN3247     | Rotterdam           | 16 september 1983 | –                    | 23,47      | 3,90        | 0,87          | 18,134                  | AVONTUUR | Scoutinggroep Maasgroep | Rotterdam  |